# Santa Cruz de Mompox
Santa Cruz de Mompox, en by beliggende ved Magdalenafloden i departementet Bolívar i det nordlige Colombia. Byen blev grundlagt i 1540, og dens historiske centrum har siden 1995 været på UNESCOs Verdensarvsliste.